# Clasalut
Clasalut S.L.
Es una empresa española del sector sanitario con sede en Montmeló (Barcelona), Fue constituida oficialmente el 17 de marzo de 2023. Se constituyó como sociedad de responsabilidad limitada. En los estatutos figura a Clàudia Flores Hernández como administradora única de la compañía.

Ubicación y cobertura geográfica
Clasalut  ofrece servicios especializados de salud en Montmeló, Barcelona. Y gestiona una tienda en línea de material sanitario y, por lo que es razonable suponer que atiende clientes en todo el territorio español (al menos en la península y Baleares).

Estructura empresarial
Clasalut S.L. está registrada en el Registro Mercantil de Barcelona como una sociedad limitada. Al momento de su constitución figuraba como administradora única Clàudia Flores Hernández.
Su actividad principal, según estatutos, es el comercio al por menor de artículos médicos y ortopédicos en establecimientos especializados, así como otras actividades sanitarias (CNAE 8690). No se ha encontrado información pública sobre otras entidades participadas, filiales o socios adicionales aparte de la fundadora.

Marcas y líneas de negocio
Opera bajo varias marcas que cubren desde la venta de productos sanitarios hasta servicios clínicos y soluciones digitales:
Clasalut Tienda: plataforma de comercio electrónico de la empresa. Se presenta como un e-commerce especializado en la venta de productos, materiales y servicios médicos y de salud de alta calidad. Dirigida a profesionales y particulares, ofrece una amplia gama de material sanitario profesional (guantes, mascarillas, apósitos, instrumental clínico, ortopedia, etc.) con atención personalizada al cliente.
Clasalut Servicios: red de centros de salud especializados, con instalaciones donde se prestan servicios sanitarios. Esta división ofrece atención en podología, psicología y nutrición, realizando consultas en clínica, atenciones domiciliarias y servicios de urgencias en dichas especialidades. Se destaca como un centro sanitario integral de estas ramas.
MedicalVlog: área digital de la empresa enfocada al sector sanitario. Nace con la intención de ofrecer soluciones innovadoras a empresas del sector sanitario que buscan adaptarse a un entorno cada vez más digital. Bajo esta marca se ofrecen servicios tecnológicos como diseño y desarrollo de páginas web para centros de salud, implementación de sistemas de gestión de citas médicas en línea, plataformas de telemedicina (consulta remota segura), posicionamiento en buscadores (SEO), creación de tiendas online especializadas y soluciones de comunicación corporativa (foros internos, newsletters, etc.).

Reconocimientos e iniciativas relevantes
En las referencias consultadas no aparecen registros de premios, reconocimientos u homologaciones otorgados a Clasalut S.L. La empresa menciona en sus canales la colaboración con otras instituciones sanitarias y la organización de actividades informativas (por ejemplo, charlas de salud comunitarias), pero no se han documentado en fuentes públicas alianzas estratégicas o galardones relevantes.
Referencias:
https://cincodias.elpais.com/directorio-empresas/empresa/10332801/clasalut#:~:text=CLASALUT%20SL%2C%20es%20una%20entidad,CNAE%20es%20Otras%20actividades%20sanitarias
https://www.boe.es/borme/dias/2023/05/30/pdfs/BORME-A-2023-100-08.pdf#:~:text=244117%20,T
https://www.trstd.com/es-es/reviews/clasalut-es#:~:text=CLASALUT%20es%20un%20ecommerce%20especializado,el%20cuidado%20de%20la%20salud
https://www.trstd.com/es-es/reviews/clasalutservicios.com#:~:text=Clasalut%20Servicios%20centro%20de%20salud,en%20cl%C3%ADnica%2C%20domicilios%20y%20urgencias
https://medicalvlog.com/#:~:text=MedicalVlog%20nace%20con%20la%20intenci%C3%B3n,posicionamiento%20en%20buscadores%20como%20Google
Tienda de productos médicos en España | Centro de salud
Centro de Salud Especializado - Clasalut Servicios
Desarrollo Web Especializado en Centros Médicos | Sanitarios - MEDICALVLOG